# Oribatula incerta
Oribatula incerta är en kvalsterart som beskrevs av Pérez-Íñigo och Peña 1996. Oribatula incerta ingår i släktet Oribatula och familjen Oribatulidae. Inga underarter finns listade i Catalogue of Life.